# Greasers
Greasers – subkultura młodzieżowa powstała w Stanach Zjednoczonych na początku lat 50. XX w. Nazwa pochodzi od angielskiego słowa grease – tłuszcz, naoliwiać, smarować – i odnosi się do typowej fryzury – zaczesanych do tyłu włosów na pomadę lub brylantynę (tzw. kaczy kuper ang. duck tail). Zanim styl spopularyzował się, określenie było używane wobec członków ulicznych gangów młodzieżowych. Subkultura ta była fenomenem czysto amerykańskim, dopiero późniejsi Teddy boys stali się wzorem dla rockersów w Anglii. Greasers mieli pośrednio wpływ na powstanie polskiej subkultury bikiniarzy.

## Moda

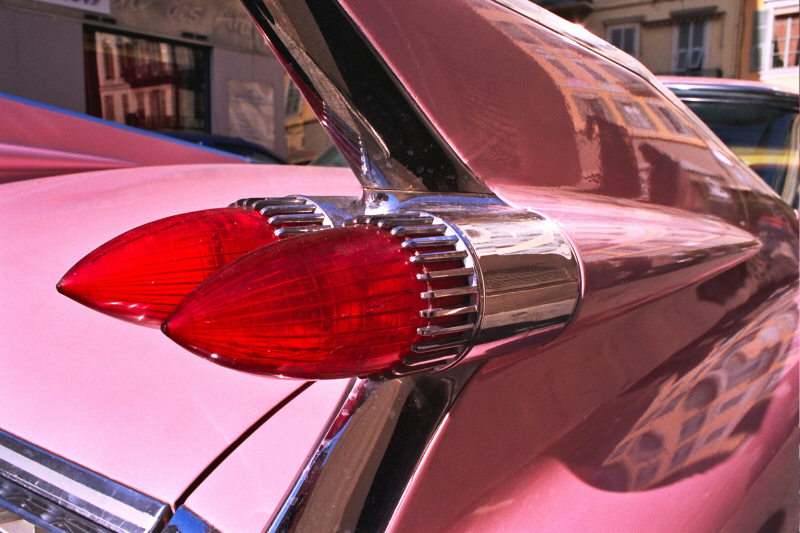
1959 Cadillac Eldorado, ulubiony samochód greasersów.

Najbardziej widocznym elementem stylu była fryzura – włosy „ulizane” do tyłu na pomadę (marki, których wtedy używano, to przede wszystkim Murray’s, Sweet Georgia Brown, Black & White Plucko, Dax i Royal Crown). Białe lub czarne T-shirty z zawijanymi rękawami, białe podkoszulki bokserki. Konieczne było też posiadanie kurtki motocyklowej, skórzanej w czarnym kolorze i jeansowej kamizelki. Greasers nosili najczęściej spodnie marki Levi Strauss model 501 albo 505 niebieskie, rzadziej w innych kolorach z podwiniętymi na około 10 cm nogawkami noszone na zmianę z szerokonogawkowymi bawełnianymi spodniami roboczymi. Nosili oni także buty motocyklowe, czarne skórzane, kowbojskie lub Converse Chuck Taylor All-Stars do koszykówki. Często w użyciu była tzw. bandana oraz tatuaże (choć te ostatnie głównie bliżej 1960). Moda była wspólna dla obu płci.

## Odniesienia do subkultury w sztuce
- Musical Grease w reżyserii Randala Kleisera z 1978 roku[1].
- West Side Story – musical w reżyserii Roberta Wise’a i Jerome’a Robbinsa z 1961 roku.
- Outsiderzy – powieść młodzieżowa autorstwa S.E Hinton z 1967 roku.